# Kireliszki
Kireliszki (lit. Ažubalis) – wieś na Litwie, w okręgu uciańskim, w rejonie ignalińskim, w gminie Przyjaźń.
Inna używana nazwa – Ażubale.

## Historia
W czasach zaborów zaścianek w gminie Daugieliszki, w powiecie święciańskim, w guberni wileńskiej Imperium Rosyjskiego. W 1866 roku miał 16 mieszkańców w 2 domach. W 1905 roku liczyła 31 mieszkańców, 89 dziesięcin.
W dwudziestoleciu międzywojennym wieś leżała w Polsce, w województwie wileńskim, w powiecie święciańskim, w gminie Daugieliszki.
W 1931 w 5 domach zamieszkiwało 29 osób.